# Gelazy
Gelazy – imię męskie pochodzenia greckiego, od gr. Gelàsios – "błyszczący, jaśniejący" (łac. Gelasius) lub od nazwy greckiego miasta na Sycylii Gela. Istnieje ponad 10. świętych katolickich o tym imieniu.
Gelazy imieniny obchodzi 27 marca, 21 listopada i 23 grudnia.
Gelazy w innych językach:
- rosyjski – Геласий[2]

Znane osoby o imieniu Gelazy: 
- Gelazy I, papież w latach 492-496 – święty katolicki[1]
- Gelazy II, papież w latach 1118–1119 – benedyktyński błogosławiony[1]